# Jadd Hilal
Jadd Hilal, né en 1987, est un écrivain franco-palestino-libanais lauréat du Grand prix du roman métis de la ville de Saint-Denis de La Réunion, du Prix du roman métis des lycéens et du Prix de la première œuvre littéraire francophone pour son premier roman Des ailes au loin, puis du Prix littéraire des lycéens d'Île-de-France pour son deuxième roman, Une baignoire dans le désert.

## Biographie
Après des études de littérature anglophone, Jadd Hilal a vécu un an en Écosse, puis a été journaliste pour la presse romande en Suisse.
Il a été chargé d'enseignement à l'université Sorbonne-Nouvelle, chroniqueur de philosophie sur Radio Nova, puis docteur à l'université Paris-Sorbonne. Il est aujourd’hui professeur dans un lycée de banlieue parisienne.
Il publie son premier roman en 2018, Des ailes au loin, aux éditions Elyzad.
Franco-palestinien, il s'est inspiré de son histoire familiale pour ce roman choral dans lequel se racontent quatre générations de femmes, de mère en fille, fuyant les guerres du Moyen-Orient, de 1930 aux années 2000, de Haïfa (Palestine) à Beyrouth (Liban), en passant par Bagdad (Irak) et Genève (Suisse). La condition féminine, l'exil sont les thèmes centraux de cette œuvre.
Récompensé en 2018 à La Réunion par le Grand prix du roman métis et le Prix du roman métis des lycéens, le titre a figuré sur plusieurs sélections de prix littéraires,,,,. En 2019, Jadd Hilal est lauréat du Prix de la première œuvre littéraire francophone et du Festival du premier roman de Chambéry.
Son deuxième roman, Une baignoire dans le désert, est publié en 2020 aux éditions Elyzad et raconte l’histoire d’un enfant se retrouvant seul en pleine guerre civile. En 2022, il est récompensé par le prix littéraire des lycéens d'Île-de-France.
En 2023 paraît Le caprice de vivre aux éditions Elyzad, un roman retraçant la fin d’une époque qui unit trois trentenaires parisiens et arabes en colocation à Paris.

## Œuvres
- Des ailes au loin, Éditions Elyzad, 2018  (ISBN 978-9973-58-101-3)
- Une baignoire dans le désert, Éditions Elyzad, 2020  (ISBN 978-9973-58-119-8)
- Le caprice de vivre, Éditions Elyzad, 2023  (ISBN 978-2-494463-05-9)

## Prix et distinctions
- 2018 : lauréat du Grand prix du roman métis[7] et du prix du Roman Métis des lycéens[8] pour Des ailes au loin
- 2019 : lauréat du Festival du premier roman de Chambéry[9].
- 2019 : lauréat du Prix de la première œuvre littéraire francophone.
- 2022 : lauréat du Prix littéraire des lycéens d'Île-de-France.

### Sélections
- Prix de la littérature arabe
- Prix Senghor du premier roman
- Prix du Jeune romancier du Touquet-Paris-Plage
- Prix Hors Concours
- Prix littéraire de la Porte Dorée
- Prix Méditerranée du premier roman[10].